# اولگا روکاویشینیکووا
اولگا روکاویشینیکووا (روسی: Ольга Александровна Рукавишникова؛ زادهٔ march 13, 1955) ورزشکار دو و میدانی اهل اتحاد جماهیر شوروی سوسیالیستی است.
وی در مسابقات کشوری و بین‌المللی در مجموع برندهٔ ۱ مدال نقره شده‌است.